# Puccinellia
Puccinellia es un género de plantas herbáceas de la familia de las poáceas. Es originario de las regiones templadas del hemisferio norte.

## Descripción
Son plantas anuales, bienales o perennes, cespitosas. Hojas con vaina de márgenes libres; lígula membranosa, aguda o truncada; limbo plano, plegado o convoluto. Inflorescencia en panícula laxa. Espiguillas subcilíndricas o ligeramente comprimidas, con 3-11 flores hermafroditas e imbricadas; raquilla glabra, desarticulándose en la fructificación. Glumas 2, desiguales, más corta que las flores, papiráceas; la inferior más corta que la superior, con 1 (-3) nervios; la superior con 3 nervios. Lema subcoriácea, con 3-5 nervios más o menos marcados. Pálea membranosa, con 2 quillas. Androceo con 3 estambres. Cariopsis oblonga, glabra.

## Taxonomía
El género fue descrito por Filippo Parlatore y publicado en Flora italiana, ossia descrizione delle piante ... 1: 366. 1848. La especie tipo es: Puccinellia distans (Jacq.) Parl.
Etimología
El nombre del género fue otorgado en honor de Benedetto Puccinelli (1808–1850), profesor de Botánica en Lucca.
Citología
El número cromosómico básico del género es x = 7, con números cromosómicos somáticos de 2n = 14, 28, 35, 42, 49, 56, 70 y 77, ya que hay especies diploides y una serie poliploide. Cromosomas relativamente «grandes».

## Especies
- Puccinellia acroxantha C.A.Sm. & C.E.Hubb.
- Puccinellia altaica Tzvelev
- Puccinellia andersonii Swallen
- Puccinellia angusta (Nees) C.A.Sm. & C.E.Hubb.
- Puccinellia angustata (R.Br.) E.L.Rand & Redfield
- Puccinellia arctica (Hook.) Fernald & Weath.
- Puccinellia argentinensis (Hack.) Parodi
- Puccinellia arjinshanensis D.F.Cui
- Puccinellia banksiensis Consaul
- Puccinellia × beckii Holmb.
- Puccinellia × beringensis Tzvelev
- Puccinellia biflora (Steud.) Parodi
- Puccinellia borealis Swallen
- Puccinellia bruggemannii T.J.Sørensen
- Puccinellia bulbosa (Grossh.) Grossh.
- Puccinellia byrrangensis Tzvelev
- Puccinellia candida Enustsch. & Gnutikov
- Puccinellia chinampoensis Ohwi
- Puccinellia choresmica (Krecz.) Krecz. ex Drobov
- Puccinellia ciliata Bor
- Puccinellia convoluta (Hornem.) Fourr.
- Puccinellia coreensis Honda
- Puccinellia decumbens A.R.Williams
- Puccinellia degeensis L.Liu
- Puccinellia diffusa (Krecz.) Krecz. ex Drobov
- Puccinellia distans (Jacq.) Parl.
- Puccinellia dolicholepis (Krecz.) Pavlov
- Puccinellia × elata (Holmb.) Holmb.
- Puccinellia fasciculata (Torr.) E.P.Bicknell
- Puccinellia × feekesiana Jansen & Wacht.
- Puccinellia fernaldii
- Puccinellia festuciformis (Host) Parl.
- Puccinellia filifolia (Trin.) Tzvelev
- Puccinellia florida D.F.Cui
- Puccinellia frigida (Phil.) I.M.Johnst.
- Puccinellia gigantea (Grossh.) Grossh.
- Puccinellia glaucescens (Phil.) Parodi
- Puccinellia gorodkovii Tzvelev
- Puccinellia groenlandica T.J.Sørensen
- Puccinellia grossheimiana Krecz.
- Puccinellia hackeliana (Krecz.) Krecz. ex Drobov
- Puccinellia harcusiana A.R.Williams
- Puccinellia hauptiana (Krecz.) Kitag.
- Puccinellia himalaica Tzvelev
- Puccinellia hispanica Julià & J.M.Monts.
- Puccinellia howellii J.I.Davis
- Puccinellia × hybrida Holmb.
- Puccinellia iberica (Wolley-Dod) Tzvelev
- Puccinellia intermedia (Schur) Janch.
- Puccinellia jeholensis Kitag.
- Puccinellia jenisseiensis (Roshev.) Tzvelev
- Puccinellia kamtschatica Holmb.
- Puccinellia kashmiriana Bor
- Puccinellia × kattegatensis (Neuman) Holmb.
- Puccinellia kobayashii Ohwi
- Puccinellia koeieana Melderis
- Puccinellia × krusemaniana Jansen & Wacht.
- Puccinellia kuenlunica Tzvelev
- Puccinellia ladakhensis (H.Hartmann) Dickore
- Puccinellia ladyginii N.R.Ivanov ex Tzvelev
- Puccinellia leiolepis L.Liou
- Puccinellia lemmonii (Vasey) Scribn.

- Puccinellia lenensis (Holmb.) Tzvelev
- Puccinellia longior A.R.Williams
- Puccinellia macquariensis (Cheeseman) Allan & Jansen
- Puccinellia macranthera (Krecz.) Norl.
- Puccinellia macropus Krecz.
- Puccinellia magellanica (Hook.f.) Parodi
- Puccinellia manchuriensis Ohwi
- Puccinellia maritima (Huds.) Parl.
- Puccinellia mendozina (Hack.) Parodi
- Puccinellia micrandra (Keng) Keng f. & S.L.Chen
- Puccinellia micranthera D.F.Cui
- Puccinellia minuta Bor
- Puccinellia × mixta Holmb.
- Puccinellia multiflora L.Liou
- Puccinellia nipponica Ohwi
- Puccinellia nudiflora (Hack.) Tzvelev
- Puccinellia nutkaensis (J.Presl) Fernald & Weath.
- Puccinellia nuttalliana (Schult.) Hitchc.
- Puccinellia pamirica (Roshev.) Krecz. ex Ovcz. & Czukav.
- Puccinellia pannonica (Hack.) Holmb.
- Puccinellia parishii Hitchc.

- Puccinellia parvula Hitchc.
- Puccinellia pauciramea (Hack.) Krecz. ex Ovcz. & Czukav.
- Puccinellia perlaxa (N.G.Walsh) N.G.Walsh & A.R.Williams
- Puccinellia phryganodes (Trin.) Scribn. & Merr.
- Puccinellia poecilantha (K.Koch) Grossh.
- Puccinellia porsildii T.J.Sørensen
- Puccinellia preslii (Hack.) Ponert
- Puccinellia przewalskii Tzvelev
- Puccinellia pumila (Vasey) Hitchc.
- Puccinellia pusilla (Hack.) Parodi
- Puccinellia qinghaica Tzvelev
- Puccinellia raroflorens Edgar
- Puccinellia roborovskyi Tzvelev
- Puccinellia roshevitsiana (Schischk.) Krecz. ex Tzvelev
- Puccinellia schischkinii Tzvelev
- Puccinellia shuanghuensis L.Liou
- Puccinellia sibirica Holmb.
- Puccinellia simplex Scribn.
- Puccinellia skottsbergii (Pilg.) Parodi
- Puccinellia stapfiana R.R.Stewart
- Puccinellia stricta (Hook.f.) Blom
- Puccinellia strictura L.Liu
- Puccinellia sublaevis (Holmb.) Tzvelev
- Puccinellia subspicata (Krecz.) Krecz. ex Ovcz. & Czukav.
- Puccinellia tenella (Lange) Holmb.
- Puccinellia tenuiflora (Griseb.) Scribn. & Merr.
- Puccinellia tenuissima (Krecz.) Pavlov
- Puccinellia thomsonii (Stapf) R.R.Stewart
- Puccinellia tianschanica (Tzvelev) Ikonn.
- Puccinellia vaginata (Lange) Fernald & Weath.
- Puccinellia vahliana (Liebm.) Scribn. & Merr.
- Puccinellia vassica A.R.Williams
- Puccinellia vitalii Yu.E.Alexeev, Laktionov & Tzvelev
- Puccinellia walkeri (Cheeseman) Allan
- Puccinellia wrightii (Scribn. & Merr.) Tzvelev[4][5]